# Мутвол, Уильям
Уильям Мутвол (род. 10 октября 1967 года, Капсовар, Рифт-Валли, Кения) — кенийский легкоатлет, бегун на длинные дистанции, бронзовый призёр Олимпийских игр 1992 года в Барселоне в беге на 3000 метров с препятствиями.